# عبد العزيز الشريد
عبد العزيز الشريد لاعب كرة قدم سعودي من مواليد 5 يناير 1994 م يلعب في نادي البكيرية.

## روابط خارجية
- عبد العزيز الشريد على موقع قاعدة بيانات كرة القدم.إي يو (الإنجليزية)
- عبد العزيز الشريد على موقع Soccerway.com (الإنجليزية)